# VoThM BEST
『VoThM BEST』（ウォズム ベスト）は、2016年12月21日にユニバーサルミュージックジャパンからリリースされたVoThMの1枚目のベスト・アルバムである。

## 解説
- VoThMの1枚目のベスト・アルバム
- 2016年10月14日、米川が行ったNewアルバム発売記念ライブでのMCで、同年12月21日にユニバーサルミュージックより米川、VoThM、笠、それぞれのベスト盤が同時にリリースされる旨が発表された。
- ボーナストラックはポリドールが企画したクリスマスをテーマにしたオムニバスアルバム『White Album'90』の『WELCOME TO MY PLEASURE ROOM』が収録されている。

## 収録曲
| 全編曲: VoThM。 |                                         |          |          |
| #               | タイトル                                | 作詞     | 作曲     |
| 1.              | 「1991」                                | 渡辺英樹 | 田中裕二 |
| 2.              | 「ライセンスをもらったHighteen Lady」   | 渡辺英樹 | 田中裕二 |
| 3.              | 「声にならないCry」                     |          | 渡辺英樹 |
| 4.              | 「Yes,it's true」                       | 渡辺英樹 | 丸山正剛 |
| 5.              | 「警鐘を鳴らす快楽主義者」              | 渡辺英樹 | 丸山正剛 |
| 6.              | 「『A』からはじまる」                   | 渡辺英樹 | 丸山正剛 |
| 7.              | 「This is The “ラブ”」                  | 渡辺英樹 | 渡辺英樹 |
| 8.              | 「SALLA」                               | 渡辺英樹 | 丸山正剛 |
| 9.              | 「マイシリアスタイム」                  | 渡辺英樹 | 渡辺英樹 |
| 10.             | 「Welcome」                             | 渡辺英樹 | 丸山正剛 |
| 11.             | 「アニマルファーム」                    | 渡辺英樹 | 丸山正剛 |
| 12.             | 「月の出ないWEDNESDAY」                 | 渡辺英樹 | 丸山正剛 |
| 13.             | 「1st of August. 2002」(1st of August.) | 渡辺英樹 | 丸山正剛 |
| 14.             | 「元気だった?」                         | 渡辺英樹 | 丸山正剛 |
| 15.             | 「夕べのキミ」                          | 渡辺英樹 | 丸山正剛 |
| 16.             | 「Go × 3」                              | 渡辺英樹 | 丸山正剛 |
| 17.             | 「Hush, Little Baby」                   | 渡辺英樹 | 丸山正剛 |
| 18.             | 「SNOW」                                | 渡辺英樹 | 丸山正剛 |
| 19.             | 「Hey!Mr.」                             | 渡辺英樹 | 丸山正剛 |
| 20.             | 「あつく燃えた砂」                      | 渡辺英樹 | 丸山正剛 |
| 21.             | 「Welcome to my pleasure room」         | 渡辺英樹 | 渡辺英樹 |

## 楽曲解説
1. 1991
  - 1stアルバム『VoThM (インディーズ) 』と2ndアルバム『VoThM (パイロット版)』に収録。
2. ライセンスをもらったHighteen Lady
  - 1stアルバム『VoThM (インディーズ) 』と2ndアルバム『VoThM (パイロット版)』に収録。
3. 声にならないCry
  - 2ndアルバム『VoThM (パイロット版)』に収録。
4. Yes,it's true
  - 2ndアルバム『VoThM (パイロット版)』に収録。
5. 警鐘を鳴らす快楽主義者
  - 3rdアルバム『VoThM』に収録。
6. 『A』からはじまる
  - 1stシングル『SALLA』と3rdアルバム『VoThM』に収録。
7. This is The “ラブ”
  - 3rdアルバム『VoThM』に収録。
8. SALLA
  - 1stシングル『SALLA』と3rdアルバム『VoThM』に収録。
9. マイシリアスタイム
  - 3rdアルバム『VoThM』に収録。
10. Welcome
  - 4thアルバム『Welcome』に収録。
11. アニマルファーム
  - 4thアルバム『Welcome』に収録。
12. 月の出ないWEDNESDAY
  - 4thアルバム『Welcome』に収録。
13. 1st of August. 2002
  - 4thアルバム『Welcome』に収録。
14. 元気だった?
  - 4thアルバム『Welcome』に収録。
15. 夕べのキミ
  - 1stアルバム『VoThM (インディーズ) 』と4thアルバム『Welcome』に収録。
16. Go × 3
  - 5thアルバム『ZEN』に収録。
17. Hush, Little Baby
  - 5thアルバム『ZEN』に収録。
18. SNOW
  - 5thアルバム『ZEN』に収録。
19. Hey!Mr.
  - 1stアルバム『VoThM (インディーズ) 』と5thアルバム『ZEN』に収録。
20. あつく燃えた砂
  - 5thアルバム『ZEN』に収録。
21. Welcome to my pleasure room
  - 1990年11月10日にポリドールがリリースしたオムニバス・アルバムの『White Album'90』に渡辺が作詞・作曲・歌で参加した楽曲。